# 살바도르 산체스 세렌
살바도르 산체스 세렌(스페인어: Salvador Sánchez Cerén, 문화어: 쌀바도르 싼체스 쎄렌, 1944년 6월 18일~)은 엘살바도르의 정치인이다. 2009년 마우리시오 푸네스의 러닝메이트로 출마, 당선되었으며 2014년까지 부통령으로 재직하였다. 2014년 대통령 선거에서 노르만 퀴하노를 누르고 당선되었으며, 2014년 6월 1일부터 2019년 6월 1일까지 대통령직을 수행했다.